# Дай Сяосян
Дай Сяося́н (кит. упр. 戴小祥, пиньинь Dài Xiăoxiáng, род. 15 декабря 1990, Сямынь, Китай) — китайский стрелок из лука, призёр Олимпийских игр.
Дай Сяосян родился в 1990 году в районе Тунъань города субпровинциального значения Сямэнь провинции Фуцзянь. В 2003 году вступил в Сямэньскую сборную по стрельбе из лука. В 2006-м году, на 6-й Спартакиаде городов КНР, Дай Сяосян завоевал серебряную медаль, в 2009 году вошёл в национальную сборную.
В 2010 году Дай Сяосян в составе команды завоевал серебряную медаль Азиатских игр, в 2012 году на Олимпийских играх в Лондоне стал обладателем бронзовой медали.